# Balcanocerus balcanicus
Balcanocerus balcanicus är en insektsart som beskrevs av Géza Horváth 1903. Balcanocerus balcanicus ingår i släktet Balcanocerus och familjen dvärgstritar. Inga underarter finns listade i Catalogue of Life.